# Chaudhry Amir Hussain
Chaudhry Amir Hussain ou Chaudhry Ameer Hussain (en ourdou : چوہدری امیر حسین), né le 22 juin 1942 à Sialkot, est un homme politique pakistanais. Membre de la Ligue musulmane du Pakistan (Q), il est président de l'Assemblée nationale de 2002 à 2008.

## Biographie

### Jeunesse et éducation
Chaudhry Amir Hussain est né le 22 juin 1942 à Sialkot, dans la province du Pendjab, alors située dans le Raj britannique. Cette ville se retrouve au Pakistan après la partition des Indes en 1947.

### Carrière politique
Chaudhry Amir Hussain a commencé sa carrière politique au sein de la Ligue musulmane du Pakistan (N) et est notamment ministre de la Justice sous le gouvernement de Nawaz Sharif dans les années 1990.
À la suite du coup d'État du 12 octobre 1999, le chef de l'armée pakistanaise prend le pouvoir en renversant le Premier ministre Nawaz Sharif. À la recherche d'un soutien politique, le nouveau président du Pakistan fonde en 2002 la Ligue musulmane du Pakistan (Q). Chaudhry Amir Hussain rejoint alors cette formation, et se présente pour les élections législatives de 2002. Il est élu député national le 10 octobre avec 52 378 voix, soit 38 % des votes validés, battant de peu son rival de la Ligue musulmane du Pakistan (N) qui réunit 36,8 % des voix.
Le 19 septembre 2002, Chaudhry Amir Hussain est élu président de l'Assemblée nationale avec 167 voix sur un total de 342 sièges. En octobre 2003, il rencontre les principales formations de l'opposition afin de leur garantir la nomination d'un chef de l'opposition à la chambre basse. Il nomme finalement Fazal-ur-Rehman en 2004. Par ailleurs, il se pronnonce en faveur de la loi interdisant le blasphème.
Lors des élections législatives de 2008, il est largement battu dans sa circonscription par une femme, Firdous Ashiq Awan, la candidate du Parti du peuple pakistanais, par 78 925 voix contre 46 372,.